# Les Binks
James Leslie Binks, plus connu sous le nom de Les Binks (né le 5 avril 1948 à Portadown en Irlande du Nord et mort le 15 mars 2025) est un musicien britannique surtout connu pour avoir été le batteur du groupe de heavy metal Judas Priest de mars 1977 à juillet 1979.
Il participe à l'album concept de Roger Glover sorti en 1974 The Butterfly Ball and the Grasshopper's Feast.
En 2019 il rejoint K. K. Downing et Tim "Ripper" Owens pour jouer des classiques de Judas Priest. Le groupe fini par enregistrer un album sous le nom de KK's Priest qui sort en 2021.
Il meurt le 15 mars 2025, même si l'annonce de son décès n'est déclarée qu'un mois plus tard.